# Katuba
 (décembre 2022).
Si vous disposez d'ouvrages ou d'articles de référence ou si vous connaissez des sites web de qualité traitant du thème abordé ici, merci de compléter l'article en donnant les références utiles à sa vérifiabilité et en les liant à la section « Notes et références ».
Katuba est une commune du sud-ouest de la ville de Lubumbashi en République démocratique du Congo. Elle fut créée en 1950 pour répondre à l’urbanisation croissante de la ville.  

## Quartiers
- Bukama
- Kaponda
- Kinyama
- Kimilolo
- Kisale
- Lufira
- Musumba
- Mwana Shaba
- Nsele
- Upemba